# Sergio Ghisalberti
Sergio Ghisalberti (San Giovanni Bianco, Llombardia, 11 d'octubre de 1977) fou un ciclista italià, que fou professional entre 2005 i 2008. Durant la seva carrera no va aconseguir cap victòria d'importància.

## Palmarès
- 2003
  - 1r al Piccolo Giro de Llombardia
- 2004
  - 1r a la Cronoscalata Gardone Val Trompia-Prati di Caregno

### Resultats al Giro d'Itàlia
- 2006. 21è de la classificació general
- 2007. Abandona (10a etapa)
- 2008. Abandona (8a etapa)

### Resultats a la Volta a Espanya
- 2005. 92è de la classificació general